# 비상이에스엔
주식회사 비상이에스엔(Visang ESN)은 ㈜비상교육이 출자한 교육 전문 기업이다. 학원 사업에 진출하기 위해 2008년 9월에 설립되었다. 2008년 12월에 비상 아이비츠 학원을 론칭하였다.